# Jucu
Jucu es una comuna Rumania, en el distrito de Cluj. Su población en el censo de 2002 era de 4.120 habitantes.
- Datos: Q672825
- Multimedia: Jucu, Cluj / Q672825

1. ↑  Worldpostalcodes.org,código postal n.º 407354.